# Spanyol márna
A spanyol márna (Luciobarbus comizo) a sugarasúszójú halak (Actinopterygii) osztályának pontyalakúak (Cypriniformes) rendjébe, ezen belül a pontyfélék (Cyprinidae) családjába tartozó faj.

## Előfordulása
A spanyol márna élőhelye az Ibériai-félsziget délnyugati és déli tájainak sebes folyói, a Tajo és oldalfolyója, a Guadiana és a Guadalquivir vízrendszere.

## Megjelenése
A hal kerekded teste mérsékelten nyújtott, hasoldala csaknem egyenes vonalú, tarkóprofilja púpos; feje széles, felülről lapított, alacsony. Orra széles, lapos, szája alsó állású, ajkai keskenyek; 4 rövid, vékony bajuszszála van, az első visszahajtva nem ér a szemig. Pikkelyei nagyok, 49-51 van az oldalvonal mentén. Hátúszója 11-12 sugarú, az első nagyon erősen elcsontosodott, és a hátulsó peremén fűrészes szélű. Farok alatti úszója 8 sugarú. Farokúszója kimetszett. Garatfogai háromsorosak, 5.3.2-2.3.5. A spanyol márna színe élőhelyei szerint nagyon változó. Háta sötét, a barnászöldtől a szürkészöldig változik. Oldalai világosabbak, ezüstösen csillogóak, Hasa fehéres. Testhossza 20-30 centiméter, legfeljebb 80 centiméter.

## Életmódja
A vízfenék közelében élő rajhal, szereti az erősen áramló homok- vagy kavicsaljzatú vizeket. Tápláléka főként apró talajférgek, a fenéken élő kis rákok, puhatestűek, amellett halikra és (főként a fiatalok) növényi táplálék.

## Szaporodása
Április és június között, a víz hőmérséklete szerint változóan ívik, ikráit elöntött, alacsony kavicspadokra rakja. Az ikrák és az ivadék fejlődése alig ismert.